# Przytoń (powiat drawski)
Przytoń (niem. Pritten) – wieś sołecka w Polsce położona w województwie zachodniopomorskim, w powiecie drawskim, w gminie Drawsko Pomorskie. W latach 1975–1998 miejscowość administracyjnie należała do województwa koszalińskiego. W roku 2007 wieś liczyła 173 mieszkańców, a 31 grudnia 2017 162.
Osady wchodzące w skład sołectwa: Karpno, Kiełpin, Przystanek, Tęczyn.

## Geografia
Wieś leży ok. 11 km na zachód od Ostrowic, między Dołgiem a miejscowością Rydzewo, nad jeziorem Wielkie Dąbie, ok. 800 m na wschód od jeziora Przytonko.

## Historia
W 1484 miejscowość znajdowała się w posiadaniu rodu von dem Borne.
W 1809 we wsi i 2 majątkach, zajmujących łącznie powierzchnię 81 włók, mieszkało 84 osób. Wieś należała wówczas do kpt. von Schlichtinga.
W 1847 w miejscowości znajdował się kościół filialny. Wieś zajmowała 15 włók i liczyła 168 mieszkańców. Liczba ta w 1863 nie uległa zmianie.
W okresie międzywojennym liczba ludności kształtowała się od 394 osób w 1925 przez 313 w 1933 do 314 w 1939 r. Obsługująca miejscowość placówka pocztowa mieściła się w Dołgiem, podobnie jak siedziba obwodu (Amtsbezirk).
W 1930 wieś była siedzibą gminy o powierzchni 11,8 km², obejmującej 8 miejscowości. Wszyscy mieszkańcy byli protestantami.
Po 1945 w miejscowości działało Państwowe Gospodarstwo Rolne Przytoń.
5 lipca 2018 mieszkańcy sołectwa w konsultacjach społecznych jednomyślnie (13 osób) poparli projekt zniesienia gminy Ostrowice, do której miejscowość należała do 31 grudnia 2018 r.

## Zabytki
Do wojewódzkiego rejestru zabytków wpisany jest:
- zespół dworski z drugiej połowy XIX wieku, w skład którego wchodzą:
  - neoklasycystyczny dwór z 1897 r.[17]
  - park.